# Lyskirchen

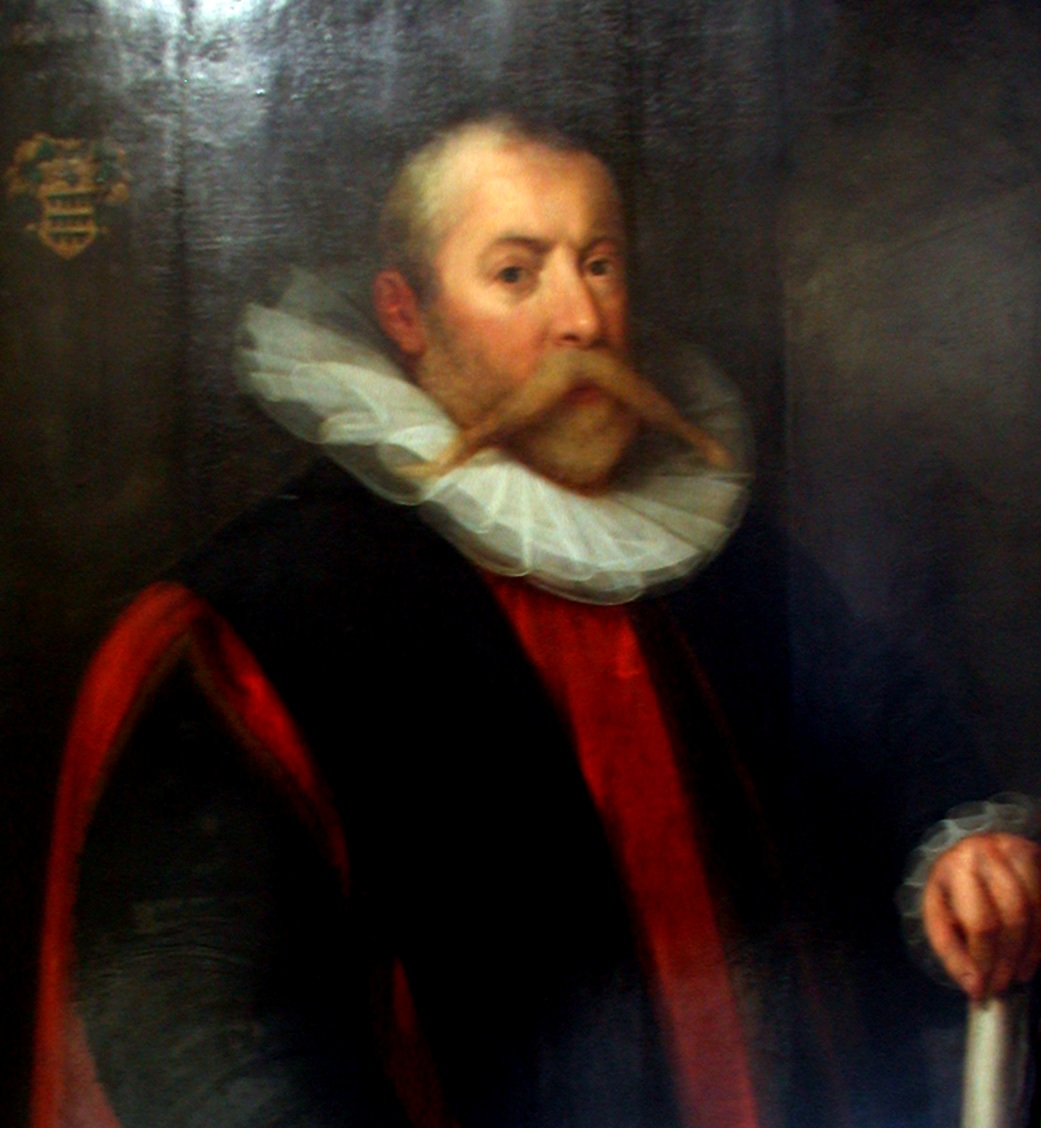
Johann von Lyskirchen (†1608)

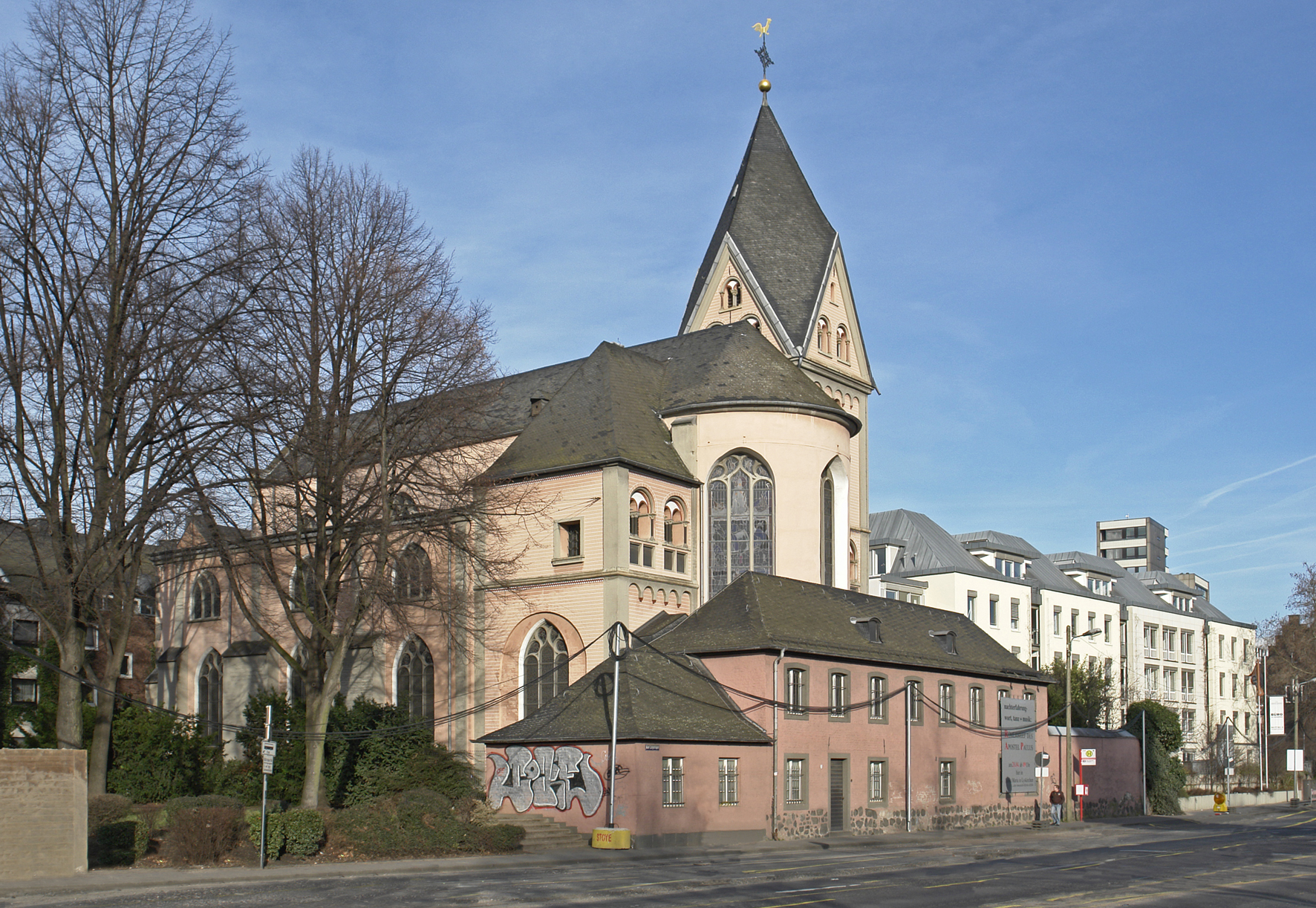
De romaanse kerk Sint Maria Lyskirchen

Lyskirchen was een Duits patriciërsgeslacht.

## Geschiedenis
De oorsprong van het geslacht gaat terug tot de twaalfde eeuw in de Duitse plaats Keulen. De oudst bekende voorvader van het geslacht is Ludwig Lyskirchen die in 1182 voor het eerst werd vermeld. Vanaf Constantin Lyskirchen (†1236) steeg de familie op de maatschappelijke ladder. Hij behoorde tot de elite van Keulen en hij was burgemeester van de net genoemde stad. In de middeleeuwen behoorde de familie tot de prominentste families van de stad Keulen. Het geslacht bracht in de loop der tijd verschillende burgemeesters, gemeenteraadsleden en wethouders voort. In de veertiende eeuw stichtten telgen der familie tevens ondernemingen. In de achttiende eeuw stierf het geslacht uit.

## Enkele telgen
Diverse bekende leden van het geslacht Lyskirchen zijn hieronder op alfabetische volgorde weergegeven:
- Constantin von Lyskirchen (1500-1581), burgemeester, handelaar en wethouder
- Constantin von Lyskirchen (1545-1600), proost en predikant bij de kerk Sint Maria Lyskirchen
- Constantin von Lyskirchen (1604-1672), burgemeester
- Johann von Lyskirchen (†1608), burgemeester en handelaar
- Konstantin von Lyskirchen vom Heumarkt (†1420), politicus